# Тюрин, Марк Андреевич
Марк Андре́евич Тю́рин (18 марта 1927, Астрахань — 30 июля 2015, Астрахань) — советский партийный и государственный деятель, председатель Астраханского облисполкома (1974—1987).

## Биография
Участник Великой Отечественной войны (служил в 150-м батальоне аэродромного обслуживания Брянского фронта).
После окончания института работал в сельскохозяйственном производстве. В 1950-е и до 1965 г. — директор Камызякской МТС, совхозов «Раздольный» и «Прикаспийский». В 1965—1969 гг. — первый секретарь Наримановского районного комитета КПСС.
В 1969—1974 гг. — начальник треста «Главастраханрисстрой». Благодаря мелиорации в области стали получать устойчивые, высокие урожаи.
В 1974—1987 гг. — председатель Астраханского облисполкома. В эти годы регион стал крупным центром судостроения и судоремонта, активно развивались станкостроение, легкая, швейная, обувная, химическая промышленность.
Делегат XXV, XXVI и XXVII съездов КПСС. Депутат Верховного Совета РСФСР (1975—1987) (сложил полномочия досрочно).

## Награды и звания
Награждён орденом Ленина, орденами Отечественной войны I и II степеней, двумя орденами Трудового Красного Знамени, орденом «Знак Почёта».
Почётный гражданин Астрахани (1995).